# Coral Ridge
Coral Ridge (englisch für Korallengrat) ist ein 100 m hoher Gebirgskamm im ostantarktischen Viktorialand. Er ragt mit nordsüdlicher Ausrichtung als Querbogen zur Achse des Taylor Valley auf und bildet die Wasserscheide zwischen dem westlich gelegenen Fryxellsee und der Explorers Cove an der Scott-Küste im Osten.
Mannschaften des New Zealand Antarctic Research Program und des United States Antarctic Research Program fanden im Zuge gemeinsamer Studien hier große Vorkommen einzelner Korallenfossilien, die dem Gebirgskamm seinen Namen gaben. Die Benennung erfolgte auf Vorschlag des Geologen Donald P. Elston vom United States Geological Survey, der hier in zwei Sommerkampagnen zwischen 1979 und 1981 tätig war.